# Can Carbó (Blanes)
Can Carbó, més correntment coneguda amb el nom de Can Navinés que és el propietari més recent, és una casa a la vila de Blanes (Selva) inclosa en l'Inventari del Patrimoni Arquitectònic de Catalunya. Edifici entre mitgeres de tres plantes i àtic amb terrassa. Tota la façana està emmarcada amb pilastres que segueixen i separen les tres plantes i decorada amb un fons esgrafiat de frisos vegetals i rectangulars. La planta baixa té un basament amb motllura de mig metre i dues obertures, una per la porta d'entrada de la casa i l'altra per un comerç. Els dintells de les dues obertures tenen escuts amb decoracions vegetals i florals.
El primer pis té les obertures amb un sol balcó emmarcades amb motllures, mènsules, pilastres i entaulaments. El segon pis té dues obertures amb dos balcons i amb la decoració mensular més senzilla. L'entaulament i la balustrada està formada per cinc carrers verticals plens de decoració floral i arquitectònica. Al carrer central de la balustrada superior hi ha un escut amb la data de construcció de l'edifici. A sobre, una construcció moderna culmina l'edifici amb una terrassa amb un balcó senzill. Aquesta casa fou reformada a finals de segle xix per encàrrec de Francesc Carbó, comerciant de vins i licors, alcalde, diputat provincial i conseller de la Mancomunitat de Catalunya. La part de l'àtic és construïda de 1977.